# Rama marginal derecha de la arteria coronaria derecha
La rama marginal derecha de la arteria coronaria derecha, también llamada arteria marginal derecha, es una rama terminal procedente de la arteria coronaria derecha que corre por el borde derecho del corazón hacia el vértice del corazón e irriga la porción lateral del ventrículo derecho.